# Содышка
Содышка  (Саутышка) — река в Владимирской области России. Протекает по Собинскому району, непосредственно по западной окраине города Владимир и по Суздальскому району. Исток находится у села Семёновское, течёт на восток через село Спасское к Владимиру, на западной окраине которого образует водохранилище, затем поворачивает на север, протекает мимо села Сновицы и впадает в Рпень. Устье реки находится в 18 км от устья Рпени по правому берегу. Длина реки составляет 22 км, площадь водосборного бассейна — 82,7 км².

## Данные водного реестра
По данным государственного водного реестра России, относится к Окскому бассейновому округу, водохозяйственный участок реки — Клязьма от города Орехово-Зуево до города Владимира, речной подбассейн реки — бассейны притоков Оки от Мокши до впадения в Волгу. Речной бассейн реки — Ока.
Код объекта в государственном водном реестре — 09010300712110000032242.